# Nowa Zagora (gmina)
Nowa Zagora (bułg. Община Нова Загора) – gmina we wschodniej Bułgarii, w obwodzie Sliwen.

## Miejscowości
Miejscowości wchodzące w skład gminy Nowa Zagora:
- Asenowec (bułg.: Асеновец),
- Banja (bułg.: Баня),
- Bjał kładanec (bułg.: Бял кладенец),
- Bogdanowo (bułg.: Богданово),
- Brjastowo (bułg.: Брястово),
- Cenino (bułg.: Ценино),
- Djadowo (bułg.: Дядово),
- Elenowo (bułg.: Еленово),
- Ezero (bułg.: Езеро),
- Grafitowo (bułg.: Графитово),
- Kamenowo (bułg.: Каменово),
- Karanowo (bułg.: Караново),
- Konjowo (bułg.: Коньово),
- Korten (bułg.: Кортен),
- Kriwa krusza (bułg.: Крива круша),
- Lubenec (bułg.: Любенец),
- Lubenowa machała (bułg.: Любенова махала),
- Mlekarewo (bułg.: Млекарево),
- Nauczene (bułg.: Научене),
- Nowa Zagora (bułg.: Нова Загора) − siedziba gminy,
- Nowoselec (bułg.: Новоселец),
- Omarczewo (bułg.: Омарчево),
- Pet mogili (bułg.: Пет могили),
- Pitowo (bułg.: Питово),
- Połsko Pydarewo (bułg.: Полско Пъдарево),
- Prochorowo (bułg.: Прохорово),
- Radecki (bułg.: Радецки),
- Radewo (bułg.: Радево),
- Sokoł (bułg.: Сокол),
- Stoił wojwoda (bułg.: Стоил войвода),
- Sybrano (bułg.: Събрано),
- Sydiewo (bułg.: Съдиево),
- Sydijsko pole (bułg.: Съдийско поле),
- Zagorci (bułg.: Загорци).